# Autobianchi A111
O Autobianchi A111 é um sedã de 4 portas do segmento C produzido de 1969 a 1972 pela montadora italiana Autobianchi, uma subsidiária do grupo Fiat. Apesar das dimensões bastante modestas, com cerca de 4 metros de comprimento, foi o maior Autobianchi alguma vez fabricado, visto que a marca se especializou em automóveis pequenos. Uma construção moderna de tração dianteira como o Fiat 128 lançada simultaneamente, foi baseada no revolucionário Autobianchi Primula, a primeira "experiência" da Fiat com a configuração de motor transversal de tração dianteira.